# Вја Брузненго-Буронцо (Верчели)
Вја Брузненго-Буронцо је насеље у Италији у округу Верчели, региону Пијемонт.
Према процени из 2011. у насељу је живело 67 становника. Насеље се налази на надморској висини од 226 м.